# Копанкі (Великопольське воєводство)
Копанкі (пол. Kopanki, нім. Kopanke) — село в Польщі, у гміні Опалениця Новотомиського повіту Великопольського воєводства.
Населення — 399 осіб (2011).
У 1975-1998 роках село належало до Познанського воєводства.

## Демографія
Демографічна структура станом на 31 березня 2011 року:
|          | Загалом | Допрацездатний вік | Працездатний вік | Постпрацездатний вік |
| -------- | ------- | ------------------ | ---------------- | -------------------- |
| Чоловіки | 200     | 48                 | 143              | 9                    |
| Жінки    | 199     | 41                 | 122              | 36                   |
| Разом    | 399     | 89                 | 265              | 45                   |